# Metropolia lizbońska
Metropolia lizbońska – metropolia Kościoła rzymskokatolickiego w Portugalii. Składa się z metropolitalnego Patriarchatu Lizbony i siedmiu diecezji. Została ustanowiona 10 listopada 1394. Od 2023 godność metropolity sprawuje Rui Valério. 
W skład metropolii wchodzą:
- Patriarchat Lizbony
- Diecezja Angra
- Diecezja Funchal
- Diecezja Guarda
- Diecezja Leiria-Fátima
- Diecezja Portalegre-Castelo Branco
- Diecezja Santarém
- Diecezja Setúbal